# Častá
Častá (deutsch Schattmannsdorf, ungarisch Cseszte) ist eine Gemeinde in der Westslowakei.
Sie liegt am Osthang der Kleinen Karpaten im Übergangsbereich zum Trnavská pahorkatina (Tyrnauer Hügelland) und besteht aus dem Hauptort Častá (Schattmannsdorf) und dem eingemeindeten Ortsteil Červený Kameň (Bibersburg).
Im Ort befindet sich die St. Emmerich-Kirche (eine ursprünglich gotische Kirche aus dem 15. Jahrhundert) und ein Steinpranger aus dem 17. Jahrhundert.
Die Gemeinde ist Geburtsort von Juraj Fándly (slowakischer Schriftsteller, 1750 im Ort geboren) und Wirkungsort Alexander Rudnays (hoher Geistlicher).

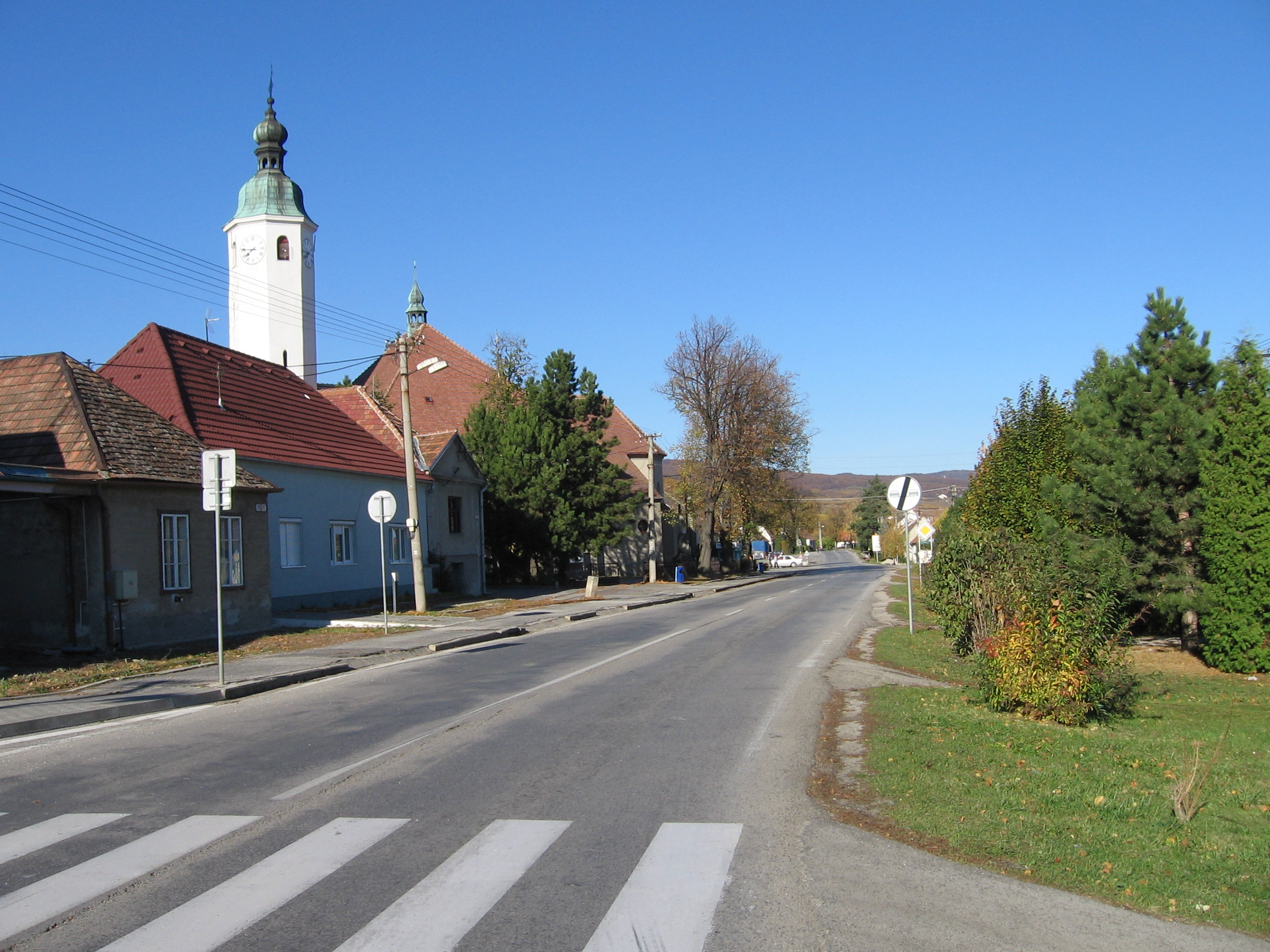
Blick in die Hauptstraße des Ortes

## Geschichte
Častá entstand aus einer Vorburg der Bibersburg. Der Ort wurde 1296 (1240?) zum ersten Mal erwähnt; er gehörte zum Herrengut der Bibersburg. Im 13. Jahrhundert wurde sie – je nach Nationalität des Schriftführers – als Shastus, Sathmansdorf, Sathmania, Schatmansdorf, Czasta oder Czeste angeführt.
Seit dem 16. Jahrhundert war Častá eine Kleinstadt mit Markt- (ab 1560) und Jahrmarktrecht (ab 1578). Im selben Jahrhundert haben sich einige Familien des niederen Adels sowie einige Kroaten hier angesiedelt.
In der Vergangenheit gab es im Dorf eine Bierbrauerei (16. Jahrhundert – 18. Jahrhundert), eine Papierwerkstatt (ab dem 17. Jahrhundert), eine Textilmanufaktur (Ende des 18. Jahrhunderts), Gold- und Silbergruben (17. Jahrhundert) sowie Schwefel- und Kupfergruben (19. Jahrhundert). Die Bevölkerung befasste sich aber überwiegend mit Landwirtschaft und Weinanbau.
1644 wurde Častá von einem großen Feuer heimgesucht, dem fast alle Häuser zum Opfer fielen. 1738 verheerte dann eine Pestepidemie den Ort und den verstorbenen Bewohnern folgten deutsche Kolonisten.
Etwa zwischen 1600 und dem Ende des Zweiten Weltkriegs hatte das Dorf eine recht große jüdischstämmige Minderheit. Die Juden hatten seit 1884 eine eigene Synagoge und zwei Friedhöfe. Nach der Vertreibung aus Mähren in der ersten Hälfte des 16. Jahrhunderts gründeten 1665 auch täuferische Hutterer eine Gemeinde im Ort.
1940 wurden die jüdischen Geschäfte enteignet („Arisierung“) und mindestens 100 jüdische Einwohner im Frühjahr 1942 in die Vernichtungslager deportiert. Mehrere Stolpersteine erinnern an die Opfer des NS-Regimes.

## Bevölkerung
| Jahr                | 1994 | 2004    | 2014    | 2024    |
| ------------------- | ---- | ------- | ------- | ------- |
| Anzahl der Personen | 1948 | 2094    | 2212    | 2419    |
| Unterschied         |      | +7,49 % | +5,63 % | +9,35 % |

| Jahr                | 2023 | 2024    |
| ------------------- | ---- | ------- |
| Anzahl der Personen | 2396 | 2419    |
| Unterschied         |      | +0,95 % |

## Söhne und Töchter der Stadt
- Juraj Fándly (1750–1811), Schriftsteller und Priester
- Peter Zelinka (1957–2021), Biathlet

## Personen mit Bezug zur Stadt
- Alexander Rudnay (1760–1831), slowakischer Adliger, römisch-katholischer Erzbischof und Kardinal.